# كريل هانسني
كريل هانسني (الاسم العلمي: Euphausia hanseni) هو نوع من المفصليات يتبع جنس الكريل من الفصيلة الكريلية.